# Robert Rietti
Robert Rietti, manchmal Rietty (* 8. Februar 1923 als Lucio Herbert Rietti in Paddington; † 3. April 2015 in London) war ein britischer Schauspieler, Synchronsprecher und -regisseur.

## Leben
Rietti wurde 1923 als der jüngste von zwei Söhnen des italienischen Schauspielers Victor Rietti und Rachel Rosenay geboren. Im Alter von 9 Jahren sammelte er erste Bühnenerfahrung in der Schauspieltruppe seines Vaters, Teatro Italiano. Seine langjährige Filmkarriere begann Rietti als Page Fattorino in Monty Banks' Komödie Heads We Go (1933). Alfred Hitchcocks Rollenangebot für Sabotage (1936) lehnte er ab, aber er trat in den 1930ern in 17 Spielfilmen auf.
Neben seinen Auftritten in vielen Jahrzehnten in Radio (1961, Der Dritte Mann mit Orson Welles), TV und Kino (1976, Das Omen mit Gregory Peck) wurde er auch international durch seine Arbeit als Synchronsprecher und -regisseur in über 700 Filmen bekannt. Er wurde der Mann der tausend Stimmen genannt und synchronisierte im englischen Original nationale und internationale Schauspieler auf Englisch und in anderen Sprachen. So sprach er Gregory Pecks deutschen Teil in Die Kanonen von Navarone, in der Pecks Rolle „Deutsch wie ein Deutscher“ sprechen sollte, aber Pecks Deutsch einen zu starken Akzent aufwies. In Lawinenexpress sprach er die gesamte Rolle Robert Shaws als Gen. Markow. Shaw hatte die Rolle ursprünglich selbst in stark gebrochenem Englisch gesprochen. Aber dann entschieden sich die Produzenten, die Rolle zumindest in der Einleitung lieber Russisch sprechen zu lassen. Shaw war zu diesem Zeitpunkt allerdings bereits verstorben. Aus Kontinuitätsgründen wurde dann nicht nur die Einleitung, sondern fast die gesamte Rolle mit Robert Rietti neu eingesprochen.
Rietti starb am 3. April 2015 im Alter von 92 Jahren.

## Filmographie (Auswahl)

### Als Schauspieler
- 1934: Die scharlachrote Blume (The Scarlet Pimpernel)
- 1934: Das Privatleben des Don Juan (The Private Life of Don Juan)
- 1955: Herr Satan persönlich (Mr. Arkadin)
- 1960: Verschwörung der Herzen (Conspiracy of Hearts)
- 1960: Die gestohlene Million (The Boy Who Stole a Million)
- 1963: Die scharlachrote Klinge (The Scarlet Blade)
- 1966: Die Bibel (The Bible: In the Beginning...)
- 1969; Charlie staubt Millionen ab (The Italian Job)
- 1969: James Bond 007 – Im Geheimdienst Ihrer Majestät (On Her Majesty’s Secret Service)
- 1971: Sunday, Bloody Sunday (Sunday Bloody Sunday)
- 1976: Das Omen (The Omen)
- 1983: Sag niemals nie (Never Say Never Again)
- 1988: Madame Sousatzka (Madame Sousatzka)
- 1990: Der Marsch (The March)
- 1998: Hilary & Jackie (Hilary and Jackie)
- 2001: Hannibal (Hannibal)

### Als Synchronsprecher im engl. Original
- 1960: Die letzte Fahrt der Bismarck (Sink the Bismarck), als Stimme von Carl Möhner als Kapitän zur See Ernst Lindemann[4]
- 1961: Die Kanonen von Navarone (The Guns of Navarone), als deutsche Stimme von Gregory Peck als Capt. Keith Mallory
- 1962: James Bond – 007 jagt Dr. No (Dr. No.), als Stimme von Timothy Moxon als John Strangways und William Foster-Davis als Superintendent Duff[5]
- 1962: Lawrence von Arabien (Lawrence of Arabia), als Stimme von Gamil Ratib als Majid
- 1965: James Bond 007 – Feuerball (Thunderball), als Stimme von Adolfo Celi als Emilio Largo
- 1967: James Bond 007 – Man lebt nur zweimal (You Only Live Twice), als Stimme von Tetsurō Tamba als Tiger Tanaka
- 1969: Der Untergang des Sonnenreiches (The Royal Hunt of the Sun), als Stimme von Christopher Plummer als Atahualpa[6][2]
- 1972: Die Schatzinsel (Treasure Island), als Stimme von Orson Welles als Long John Silver[7][8]
- 1975: Papier Tiger (Paper Tiger) als Stimme von Kurt Christian als Harok[9]
- 1976: Mohammed – Der Gesandte Gottes (The Message) als Stimme diverser, auch größerer Rollen[10]
- 1979: Lawinenexpress (Avalanche Express) als Stimme von Robert Shaw als Gen. Marakov

## Auszeichnungen
- Verdienstorden der Italienischen Republik
- Dr. h.c. der University of Florida, 2012, für sein Lebenswerk